# Anette Moesta
Anette Moesta geb. Berressem  (* 11. August 1967 in Polch) ist eine deutsche Politikerin (CDU) und seit der Landtagswahl am 14. März 2021 Mitglied des Landtages von Rheinland-Pfalz. Von 2001 bis 2009 war sie Verbandsgemeindebürgermeisterin von Maifeld.

## Leben und Beruf
Moesta wuchs unter ihrem Mädchennamen Berressem in Polch auf und besuchte dort zunächst von 1973 bis 1977 die Grundschule St. Georg. Anschließend wechselte sie an das Staatlich Neusprachliche Gymnasium, das heutige Megina-Gymnasium, in Mayen, welches sie 1986 mit dem Abitur verließ. Danach schrieb sich Moesta zunächst an der Universität Trier ein, wo sie im Wintersemester 1986/87 Betriebswirtschaft studierte. Im Anschluss daran trat sie ein duales Studium der Verbandsgemeindeverwaltung Maifeld in Polch an. An diese Ausbildung war ein Studium an der Fachhochschule für öffentliche Verwaltung in Mayen gekoppelt, welches sie 1990 als Diplom-Verwaltungswirt (FH) abschloss. Danach war Moesta zunächst bis 1992 in der Finanzabteilung der Verbandsgemeinde tätig, anschließend wirkte sie bis 1994 in der Bauabteilung der Verbandsgemeinde. Berufsbegleitend absolvierte Moesta zusätzlich von 1991 bis 1994 ein Studium an der Verwaltungs- und Wirtschaftsakademie, Teilanstalt Koblenz, welches sie als Diplom-Verwaltungsbetriebswirt (VWA) abschloss.
Um die erst seit 1987 mit Stadtrecht ausgestattete Stadt Polch auch im wirtschaftlichen Bereich weiterzuentwickeln, gründete die Stadt eine Wirtschaftsförderungsgesellschaft mbH, deren Prokuristin Moesta zunächst ab Juli 1993 war. Im Juli 1994 wurde Moesta zur Geschäftsführerin dieser Wirtschaftsförderungsgesellschaft ernannt, zunächst bei Beibehaltung ihrer Tätigkeit in der Verbandsgemeindeverwaltung. Im Dezember 1994 wurde Moesta vom Beamtenverhältnis in der Verbandsgemeinde beurlaubt und wechselte als hauptamtliche Geschäftsführerin zur Wirtschaftsförderungsgesellschaft der Stadt Polch mbH. Diese Tätigkeit führte sie bis zum Juni 2001 aus. Anschließend wechselte sie kurzzeitig wieder in die Beamtentätigkeit bei der Verbandsgemeindeverwaltung Maifeld, zuletzt im Range einer Oberamtsrätin. Bei der Bürgermeisterwahl der Verbandsgemeinde Maifeld am 25. März 2001 gewann Moesta die Wahl als CDU-Kandidatin mit 55,6 % und war damit die erste urgewählte Bürgermeisterin einer Verbandsgemeinde in Rheinland-Pfalz. Die darauffolgende Bürgermeisterwahl am 7. Juni 2009 konnte Moesta im ersten Wahlgang nicht für sich entscheiden. In der Stichwahl verlor sie am 21. Juni 2009 gegen den SPD-Kandidaten Maximillian Mumm. Daraufhin legte Moesta nach der Übergabe der Amtsgeschäfte im Oktober 2009 eine zehnjährige Familienpause ein, in der sie im Jahr 2010 auch ihr zweites Kind gebar. Ab Oktober 2019 war sie als Angestellte  beim Bistum Trier tätig.
Moesta ist mit dem Rechtsanwalt Georg Moesta verheiratet, hat zwei Kinder und lebt seit 2001 in Plaidt.

## Politisches und ehrenamtliches Engagement
Moesta engagiert sich seit 1999 für die CDU in verschiedenen Ämtern. Von 1999 bis 2014 und wieder seit 2024 vertritt sie ihre Partei im Kreistag Mayen-Koblenz. Darüber hinaus ist sie Mitglied im Verbandsgemeinderat Pellenz und im Ortsgemeinderat Plaidt. Seit 2019 vertritt sie die CDU als Erste Beigeordnete in der Ortsgemeinde Plaidt. Den Caritasverband Koblenz e.V. leitet sie seit März 2014 als Vorsitzende, seit Juli 2015 ist sie zudem Vorstandsmitglied im Diözesancaritasverband Trier e.V.
Nachdem Hedi Thelen, die den Wahlkreis Andernach seit 1996 immer als Kandidatin der CDU, teilweise auch als Wahlkreissiegerin, im Landtag von Rheinland-Pfalz vertreten hatte, bei der Wahl zum 18. Landtag von Rheinland-Pfalz nicht erneut kandidierte, wurde Moesta als Nachfolgerin nominiert. Allerdings verlor Moesta die Wahl bei den Erststimmen gegen den SPD-Kandidaten Clemens Hoch. Durch den Listenplatz 8 auf der Landeswahlliste der CDU zog Moesta dennoch als Abgeordnete in den Landtag von Rheinland-Pfalz ein.
Im Landtag ist sie ordentliches Mitglied im Haushalts- und Finanzausschuss, in Ausschuss für Inneres, Sport und Landesplanung und Ausschuss für Arbeit, Soziales, Pflege und Transformation, sowie stellvertretenden Mitglied in den Ausschuss für Wirtschaft und Verkehr, im Ausschuss für Kultur, im Ausschuss für Klima, Energie und Mobilität, sowie im Petitionsausschuss.